# Hanle
Hanle, Anlay ou Anley é uma aldeia do norte da Índia, na extremidade sudeste do Ladaque perto da fronteira com o Tibete, pertencente ao bloco de Nyoma, distrito de Lé. A área administrativa de Anlay tem 2,22 km² e em 2011 tinha 1 879 habitantes, 47% do sexo masculino e 53% do sexo feminino.
A aldeia situa-se no vale homónimo, a 4 260 m de altitude, junto ao rio Hanle, afluente direto do Indo, com o qual conflui cerca de 50 km a noroeste da aldeia. Outrora passava por Hanle um dos ramos da rota de comércio entre o Ladaque e o Tibete. A Linha de Controlo Real, fronteira de facto entre o Ladaque e o Tibete, encerrada e disputada entre a Índia e a China, passa cerca de 20 km em linha reta a leste de Hanle, a mais de 4 300 m de altitude.
Junto a aldeia ergue-se o Mosteiro de Hanle, uma das maiores gompas do Ladaque e uma das únicas da escola Drukpa Kagyu do budismo tibetano. O mosteiro foi fundado Sengge Namgyal, rei do Ladaque entre 1616 e 1642. Sengge Namgyal morreu em Hanle quado regressava de uma expedição militar contra os mongóis, que tinham ocupado Utsangue e ameaçavam o seu reino e os territórios do antigo reino de Guge, conquistado por ele em 1630. O Observatório Astronómico Indiano, situado no cimo do monte Saraswati (Digpa-ratsa Ri em tibetano), a 4 517 m de altitude, cerca de 8 km a oeste de Hanle, é um dos observatórios óticos mais altos do mundo.
Hanle encontra-se a pouco mais de 250 km por estrada a sudeste de Lé. A estrada segue ao longo dos vales do Indo e do Hanle e termina um par de quilómetros a sul de Ukdungle, a aldeia mais alta da Índia, situada a 4 659 m de altitude, cerca de 40 km a sul de Hanle.